# Otradnoje (Kaliningrad, Gurjewsk)
Otradnoje (russisch Отрадное; deutsch Karmitten) ist ein Ort in der russischen Oblast Kaliningrad. Er gehört zur kommunalen Selbstverwaltungseinheit Stadtkreis Gurjewsk im Rajon Gurjewsk.

## Geographische Lage
Otradnoje liegt 18 Kilometer nördlich der Stadt Kaliningrad (Königsberg) an der Kommunalstraße 27K-044 nach Chrabrowo (Powunden) etwa zwei Kilometer nördlich der Anschlussstelle zum Primorskoje Kolzo (Küstenautobahnring). Bis 1945 war Karmitten Bahnstation an der Bahnstrecke Groß Raum–Ellerkrug (russisch: Rjabinowka–Raduschnoje, jetzt: Chrabrowo) der Kleinbahn Groß Raum–Ellerkrug, die heute lediglich noch für den Güterverkehr des Flughafens Chrabrowo in Nutzung ist.

## Geschichte
Das ehemals „Karmitten“ genannte Gutsdorf geht in seiner Gründung auf das Jahr 1299 zurück.
1874 wurde es in den neu errichteten Amtsbezirk Powunden (russisch: Chrabrowo) eingegliedert, der bis 1939 zum Landkreis Königsberg (Preußen), danach bis 1945 zum Landkreis Samland im Regierungsbezirk Königsberg der preußischen Provinz Ostpreußen gehörte.
„Das alte Gutshaus, ein geräumiges Landhaus, stand erhöht hinter dem großzügig aufgebauten Hof. Daran schlossen sich an die zum Gut gehörende Schule und die langer, hübsch angelegter Reige gebauten Wohnhäuser für 40 Arbeiterfamilien. Zu dem vorbildlichen Gutsbetrieb gehörten ein eigener Bahnhof, Mühle, Meierei, ein Sportplatz und Gemeindesaal; sie stärkten das Gemeinschaftsgefühl der Einwohner. Schwerpunkt des Betriebs war die Rinderzucht. 1904 übernahm der bekannte, erfolgreiche Züchter Waldemar Sehmer den Betrieb. Sein Tod in Königsberg am 17. Juni 1945 wurde bezeugt.“ Im Jahre 1910 zählte Karmitten 281 Einwohner. Ein Jahr später wurde das zu Karmitten zugehörige Gut Adlig Heyde (heute nicht mehr existent) aus Karmitten herausgelöst und zu einem selbständigen Gutsbezirk umgewandelt. Am 30. September 1928 wurde der Gutsbezirk Karmitten in eine Landgemeinde gleichen Namens umgewandelt. Die Einwohnerzahl Karmittens sank bis 1933 auf 255 ab und betrug 1939 noch 249.
Infolge des Zweiten Weltkrieges kam Karmitten mit dem nördlichen Ostpreußen zur Sowjetunion. Der Ort erhielt im Jahr 1947 die russische Bezeichnung Otradnoje und wurde gleichzeitig dem Dorfsowjet Matrossowski selski Sowet im Rajon Gurjewsk zugeordnet. Später gehörte der Ort zum Chrabrowski selski Sowet. Von 2008 bis 2013 gehörte Otradnoje zur Landgemeinde Chrabrowskoje selskoje posselenije und seither zum Stadtkreis Gurjewsk.

## Kirche
Bei seiner vor 1945 überwiegend evangelischen Bevölkerung war Karmitten in das Kirchspiel der Kirche Powunden eingepfarrt. Es gehörte zum Kirchenkreis Königsberg-Land II innerhalb der Kirchenprovinz Ostpreußen der Kirche der Altpreußischen Union. Heute liegt Otradnoje im Einzugsgebiet der evangelisch-lutherischen Auferstehungskirche in Kaliningrad (Königsberg), der Hauptkirche der Propstei Kaliningrad der Evangelisch-lutherischen Kirche Europäisches Russland (ELKER).